# 中廬県 (南ショウ県)
中廬県（ちゅうろ-けん）は中華人民共和国湖北省にかつて設置された県。現在の襄陽市南漳県北東部に相当する。
南北朝時代、南朝梁により設置された穣県を前身とする。西魏により義清県と改称された。976年（太平興国元年）、北宋により中廬県と改称された。1135年（紹興5年）、南宋により廃止され南漳県に統合された。